# 大橋頭慈鳳宮
23°59′37″N 120°33′53″E / 23.993715°N 120.564835°E
大橋頭慈鳳宮，是位於臺灣彰化縣大村鄉大橋村的媽祖廟，其開基媽祖神像來自彰化南瑤宮，被稱為「老四媽」。

## 老四媽
乾隆三年（1738年），賴武、吳佳聲、吳景祺等地方士紳發起募款，建立彰化南瑤宮。該廟自從落成後，香客源源不斷，信徒爭著要請神像供奉，在中臺灣組織各地的媽祖祭祀團體。賴武就藉廟方擴建重雕刻新神像時，把一尊媽祖神像迎回家鄉的賴姓宗祠供奉，稱之為「老四媽」。該祠在大村過溝75番地，為今日的大橋村賴氏追思堂。
在台中頂橋一帶的信徒分走稱為「老六媽」的媽祖神像後，南瑤宮人員擔心太浮濫就此打住，因此到老六媽為止，有十個從南瑤宮分靈的媽祖祭祀神明會，為老大媽會、新大媽會、老二媽會、興二媽會、聖三媽會、新三媽會、老四媽會、聖四媽會、老五媽會、老六媽會。其中老四媽會的組織有十二個大角頭，每角頭再設若干小角，並選出一人擔任總會代表，稱為「柳仔頭」，由代表推出總理總管會務，聘副大總理、監察人、顧問等多員以推展會務。會員訂於農曆三月廿八日到南瑤宮進香，而不是媽祖誕辰的農曆三月廿三，老四媽會副大總理張鎰裕說明是考慮農忙因此在春耕後進香。

## 建廟
十個媽祖會中，只有軟身神像的老四媽長期寄宿在私人祠堂。建宮籌備委員會民俗組長賴峰男曾表示，1988年供奉在賴姓宗祠內的老四媽媽祖顯靈指示建廟，但當時找不到適當土地，居民也沒經費。後來，慈鳳宮主委賴本仕也有講此說法。
2006年8月，賴氏追思堂堂主賴敦顯，率先捐款新臺幣330萬元作為老四媽的建廟基金。他臨終前還交代一定要完成建廟心願，此舉獲得賴氏宗親響應。該年11月12日舉行置天台儀式時，有隻紅目天蠶蛾飛到賴家公祠的三界燈腳停留數日不去，因而眾人決定為新廟取名「慈鳳宮」。
次年，以1200多萬元於大橋村內買到一塊面積約1000坪的廟地。後來建廟進度數年沒下文，地方就傳言老四媽附身在當地人賴鄭美連身上，示諭除非加快建廟，否則2009年就不要讓當地賴姓信徒擔任進香團大總理和值年、頭家爐主。
出身於大橋村的光輪工業公司董事長賴昌位，以個人和公司名義各捐200萬元贊助建廟。2009年2月27日開始動工建廟。當日包括副縣長張瑞濱、大村鄉長賴炳輝及員林鎮長吳宗憲等人也到場參與。第一期建廟工程以正殿為主，占地150坪，經費約需3千萬元。2014年12月27日，慈鳳宮竣工，信眾擺上約一千兩百桌慶祝。